# Creepshow 2
Creepshow 2, auch Creepshow 2 – Kleine Horrorgeschichten, ist ein amerikanischer Horrorfilm von Regisseur Michael Gornick aus dem Jahr 1987. Der Episodenfilm besteht aus drei Kurzfilmen plus Rahmenhandlung und bildet die Fortsetzung zu Creepshow – Die unheimlich verrückte Geisterstunde.

## Handlung
PrologDie drei Episoden (Kurzfilme) werden von einer Rahmenhandlung getragen: Billy steht am Straßenrand und wartet auf den Lieferanten seines Lieblingscomics Creepshow. Da erscheint der „Creep“, ein morbider Typ, und erzählt die Episoden …
Alter Häuptling Holzkopf (Old Chief Wood’n Head)In einem heruntergekommenen Dorf lebt ein altes Ehepaar, die ein Geschäft betreiben. Der Mann beschäftigt sich mit der Fertigstellung eines Holzindianers, der vor dem Geschäft steht. Als ihm ein Besucher wertvollen Schmuck anvertraut, verspricht er es aufzubewahren. Kurz darauf überfallen drei junge Männer das Geschäft und stehlen alle nützlichen Waren, den Schmuck miteinbegriffen. Nachdem sie das Ehepaar erschossen haben, flüchten sie mit dem Auto. Beim Wegfahren wird der Holzindianer lebendig. Am Abend sucht er die Diebe auf und tötet sie mit den Waffen, die er bei sich trägt.
Das Floß (The Raft)Zwei Jungs und zwei Mädels, alle um die 16, schwimmen im Sommer auf ein verlassenes Badefloß, das mitten auf einem entlegenen See verankert ist, und rauchen dort Joints. Dabei nähert sich den abenteuerlustigen Teenagern ein dunkelgrauer, wie ein Ölteppich wirkender Organismus. Plötzlich fängt und verschlingt das unbekannte Wesen einen Jugendlichen nach dem anderen. Nur einer bleibt übrig und schwimmt schnell ans Ufer. Als er das Ufer erreicht und sich sicher fühlt, wird er doch noch von dem Blob verschlungen. In der Abblende sieht man vom Gestrüpp überwuchert kaum sichtbar ein Warnschild mit der Aufschrift Baden verboten.
Der Anhalter (The Hitchhiker)Nach dem Besuch eines Callboys überfährt eine erfolgreiche Geschäftsfrau durch ihre Unachtsamkeit einen Anhalter und begeht Fahrerflucht. Am Tatort eintreffende Kraftfahrer finden nur wenige Hinweise zum Tathergang, während die Frau sich Chancen erhofft, nie erwischt zu werden. Als sie einige hundert Meter von der Unfallstelle entfernt anhält, sieht sie im Rückspiegel, wie der Tote auf sie zugelaufen kommt. Es beginnt eine Verfolgungsjagd. Der Tote liegt auf ihrem Auto und versucht sie während der Fahrt durch das Dachfenster zu packen. Als sie kurzerhand durch ein Waldgebiet fährt, wird er von einem Baumstamm abgeschüttelt. Die Frau nimmt sich eine Waffe aus der Tasche und schießt auf ihn, als er die Autotür aufmacht. Sie überfährt ihn danach mehrmals und fährt ihn schließlich noch einige Male gegen einen Baum, bis sie in Ohnmacht fällt. Nachdem sie später erwacht, fährt sie auf die Straße zurück und ist schließlich in ihrer Garage, wo sie der Tote überrascht und letztlich umbringt.
EpilogDie Geschichte um Billy, die im Prolog beginnt, wird zwischen den Episoden in Form von Zeichentricksequenzen weitererzählt, in denen Billy von einer feindlich gesinnten Jugendbande gejagt wird. Er flüchtet zu einer Wiese, auf der er fleischfressende Riesenpflanzen anbaute, die schließlich den Bandenchef und seine Mannen zermalmen.

## Das Floß – Unterschiede zur Kurzgeschichte
Die Geschichten Alter Häuptling Holzkopf und Der Anhalter wurden von Stephen King und George A. Romero exklusiv für Creepshow 2 in Drehbuchform geschrieben; eine literarische Kurzgeschichte dazu existiert nicht. Doch als Vorlage der zweiten Episode diente die von Stephen King 1982 geschriebene Kurzgeschichte Das Floß, enthalten in der Kurzgeschichtensammlung Der Gesang der Toten bzw. Blut. Der Originaltitel lautet The Raft bzw. The Float.

### Abgeänderte Szenen
- Deke wird, im Gegensatz zur Kurzgeschichte, nicht durch einen Spalt gezogen, sondern durch ein etwa hüftbreites Loch, das entsteht, als er mit seinem Fuß durch die Planken bricht.
- Randy macht sich über LaVerne her, während diese schläft; er stößt sie auch nicht angewidert von sich, als sie angegriffen wird, sondern schaut hilflos zu, während die Kreatur sie vom Badefloß zerrt.

### Neue Szenen
- Randy sieht, wie der „Ölfleck“ eine Ente frisst, als sie auf das Badefloß zuschwimmen.
- Der Fleck kann nach Menschen greifen wie mit schleimigen Fangarmen.
- Während LaVerne gefressen wird, versucht Randy sein Glück und schwimmt zum Ufer. Er schafft es tatsächlich, das Wesen abzuhängen, doch als er an Land kriecht, richtet es sich wie ein fliegender Teppich hinter ihm auf, stürzt sich auf ihn und zerrt ihn in sein Verderben. In der Kurzgeschichte hingegen stürzt er sich lediglich vom Badefloß, als es ihm sinnlos erscheint, auf Hilfe zu hoffen.

## Synchronisation
Die deutsche Synchronfassung entstand 1987 in Berlin.
| Figur          | Darsteller       | Deutscher Sprecher      |
| -------------- | ---------------- | ----------------------- |
| Creep          | Tom Savini       | Arnold Marquis          |
| Ray Spruce     | George Kennedy   | Horst Niendorf          |
| Martha Spruce  | Dorothy Lamour   | Marianne Prenzel        |
| Ben Whitemoon  | Frank Salsedo    | Friedrich W. Bauschulte |
| Sam Whitemoon  | Holt McCallany   | Benjamin Völz           |
| Fatso Gribbens | David Holbrook   | Tobias Meister          |
| Deke           | Paul Satterfield | Mathias Einert          |
| Laverne        | Jeremy Green     | Simone Brahmann         |
| Randy          | Daniel Beer      | Frank Schaff            |
| Annie Lansing  | Lois Chiles      | Marianne Lutz           |
| Hitchhiker     | Tom Wright       | Wolfgang Ziffer         |
| Truckfahrer    | Stephen King     | Martin Schmitz          |

1. ↑  Andere Quellen geben Eberhard Prüter als Sprecher des Hitchhikers an.

## Kritik
„Abgegriffener Grusel ohne Überraschungen und makabren Humor, dafür mit aufdringlichen und breit ausgespielten brutalen Szenen.“

## Trivia
- Regisseur Michael Gornick war seit 1977 (Martin) der Kameramann bei allen Filmen George A. Romeros, einschließlich des ersten Creepshow-Films.
- Make-up-Künstler Tom Savini spielt die Rolle des Creep.
- Stephen King hat eine Nebenrolle als LKW-Fahrer in der Episode Der Anhalter.
- Wegen Regens mussten Drehtage immer wieder verschoben werden. Ein Wachmann wurde auf einem Berg aufgestellt. Er musste per Funk durchgeben, wenn ein Stück blauer Himmel zu sehen war und die nächste Szene aufgebaut werden konnte.